# Reiting
Der Reiting, auch Reitingstock, ist ein Bergmassiv am südlichen Rand der Eisenerzer Alpen. Er liegt zwischen Trofaiach und dem Liesingtal in der Steiermark in Österreich. Sein Hauptgipfel ist das Gößeck (2214 m).

## Lage und Landschaft
Das Massiv erhebt sich am Nordrand des Trofaiacher Beckens, über dem Liesingtal und in der Flucht des unteren Vordernbergertals. Er bildet einen Kontrast zur Industriestadt Leoben-Donawitz. Typisch ist das Bild des frisch angeschneiten Reiting als Hintergrund für die Schlotlandschaft des Hüttenwerkes Donawitz der voestalpine.
Mit seinen vier Gipfeln, Gößeck (2214 m), Grieskogel (2148 m), Kahlwandspitze (2049 m) und Klauen (1849 m) und zwanzig zum Teil wüsten Gräben sowie steilen Waldleiten ist er ein eigenes kleines Gebirge.

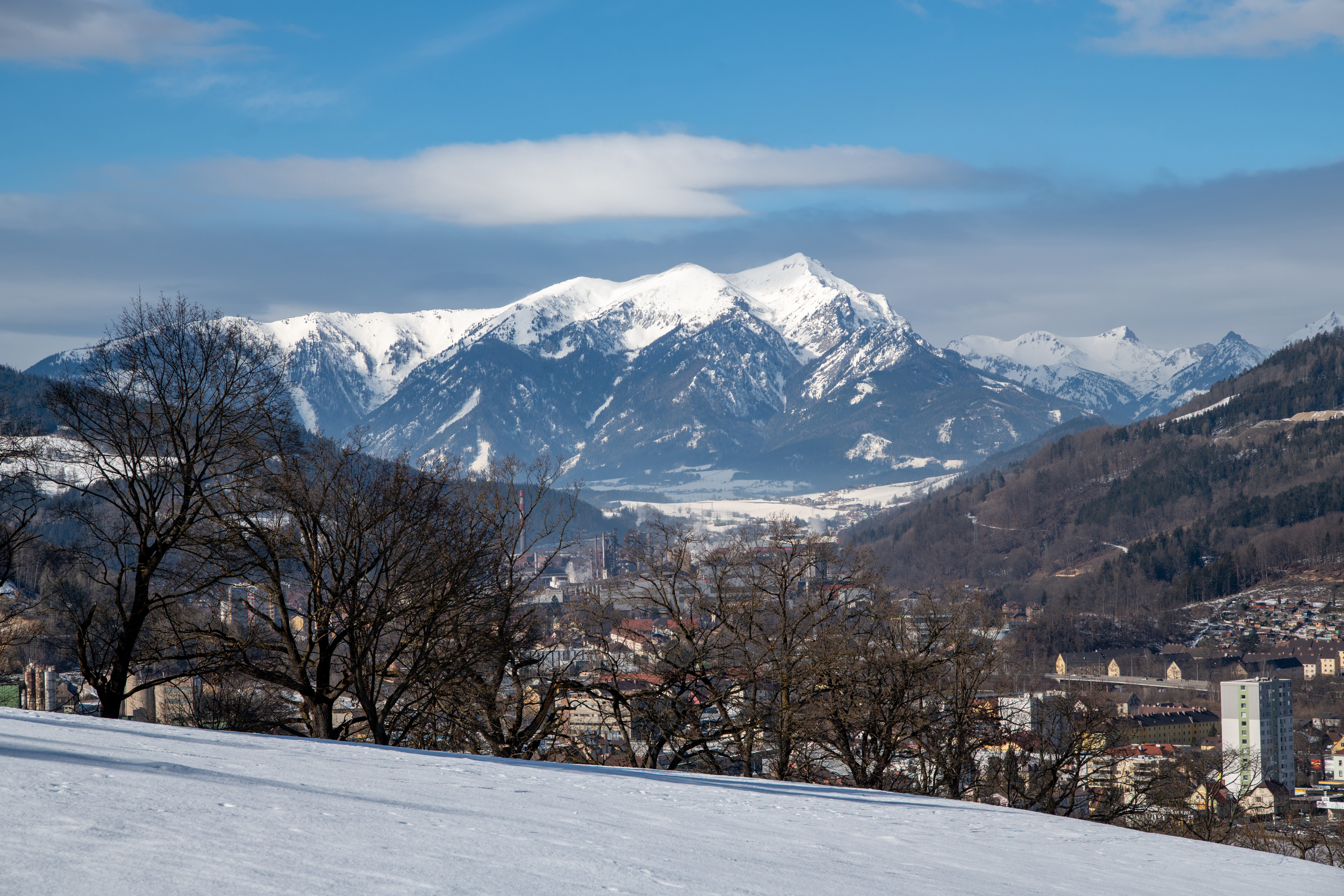
Blick von Leoben auf den Reiting

## Umgrenzung und benachbarte Gebirgsgruppen
Der Stock hat folgende Umgrenzung:
- im Norden: Mautern (an der Liesing 703 m ü. A.) – Reitingbach über Reitingau – Hoheneckgraben – Hoheneck (1382 m ü. A.) – Gößbach (Gößgraben) – Trofaiach (am Vordernbergerbach 645 m ü. A.) zum Zug Wildfeld-Eisenerzer Reichenstein (im Hauptkamm der Eisenerzer Alpen)
- im Süden durchs Trofaiacher Becken:[2] Trofaiach – Gai – Glarsdorf – Seiz (Seizbachmündung 636 m ü. A.) zur niedrigen Gruppe  Veitscherwald (Tannkogel)–Traidersberg–Schillerhöhe
- im Südosten: Liesing von Seiz bis Mautern zu den Seckauer Tauern

Die Steiermärkische Landschaftgliederung, wo die Gruppe als N.4a geführt wird, behandelt aus topographischen Gründen die Talböden als eigenständige Zonen: B.4 Trofaiacher Becken respektive T.6 Liesingtal, die Umgrenzung läuft daher am Bergfuß.
|  |

## Geologie
Das Massiv besteht hauptsächlich aus altpaläozoischen Kalken (Reitingkalk, ein Bänderkalk; Reitingdecke), teils auch Kalken des Devon (Wildfeldkalk). Nur die West- und Osthänge und die im Süden vorgelagerten Vorberge und sind aus Grauwackenschiefern aufgebaut (Radschiefer der Norischen Decke, Silur–Unterdevon; bei Mautern auch Kalwanger Gneiskonglomerat aus dem Ordoviz). Anders als die Kaiserschildgruppe gehört der Reiting also nicht zum System der Kalkalpen, sondern geht auf viel ältere, grob um 500 Millionen Jahre alte Meeresablagerungen zurück, die heute das Grundgebirge des Oberostalpin bilden. In sich sind die Massen noch einmal komplex von weiteren Gesteinen umgeben und durchzogen, so bildet sich der Gößeckgipfel aus einem rötlichen Bankkalk vom Typus der Polsterkalke, sonst finden sich auch Kieselschiefer und Eisenkalke, am Osthang basischer Vulkanit und Quarzsandstein.
Am Südfuß liegen mit dem Reitinger Kalkkonglomerat des Tertiär (bei Mochl) und Brekzie des Quartär (ober Dirnsdorf) auch alte Felsstürze und wiederverfestigter Hangschutt.
Der Reiting ist auch ein Industrieberg. Schon im Mittelalter wurde in den niedriger gelegenen Bereichen in den heutigen Gemeinden Gai und Kammern Eisenerz abgebaut und geschmolzen. Der Berg hat auch für die Eisenindustrie schon sehr früh Holz geliefert.

## Natur und Erschließung
Der Reiting ist ein „Blumenberg“, seine Flora ist besonders reichhaltig. Über 70 Orchideenarten wachsen hier. Besonders reizvoll sind seine Petergstammwiesen (Aurikel – Primula auricula) unterhalb des Grieskogelgipfels, aber auch das zahlreiche Vorkommen des stängellosen Enzians (Clusius-Enzian, Kalk-Enzian), verschiedener Kohlröserlsorten und vieler sonstiger Alpenblumen ist bemerkenswert. Auch die seltenen Eiben und die fremdländische Spirke sind hier beheimatet.
Das Reitingmassiv ist seit Jahrhunderten ein bekanntes Jagdgebiet. Auf dem Reiting und den benachbarten Bergen gibt es die besten Gebirgshirsche Österreichs. Er ist auch ein bekanntes Gämsen- und Steinbockrevier.
Im Jahre 1728 fand am Reiting eine große Treibjagd auf Gämsen statt, zu welcher der damalige Landeshauptmann der Steiermark Carl Weikhard Reichsgraf Breuner Kaiser Karl VI., seine Frau und den Hofstaat eingeladen hatte. Als Herr von Schloss Ehrnau im Liesingtal besaß Breuner ein Jagdrevier am Reiting. Das Wild war schon Tage vorher von Jägern und Bauern zusammengetrieben und dann vor die kaiserlichen Jagdstände gehetzt worden.
Im August 1748 arrangierte Landeshauptmann Carl Adam Reichsgraf Breuner, der Sohn von Carl Weikhard, abermals eine solche Treibjagd auf Gämsen zu Ehren Kaiser Franz Stephans. Am 10. Juli 1765, als der Hof auf der Reise nach Innsbruck gerade in Leoben Station machte, lud Breuner die kaiserliche Familie abermals zum Gämsenschießen ein. Neben dem Kaiser nahmen unter anderen auch seine beiden Söhne, die nachmaligen Kaiser Joseph II. und Leopold II. teil. Der Graben, in dem diese Treibjagden im Wesentlichen stattgefunden haben, wird seither Kaisertal genannt.
Heute gehört fast der ganze Reiting zum Forstbetrieb der Gutsherrschaft Franz Mayr-Melnhof, der zu den größten privaten Waldbesitzern Österreichs zählt. Die Forstverwaltung Kaisertal, die das Revier betreut, liegt in Dirnsdorf, Gemeinde Kammern im Liesingtal.
Der gesamte Bergstock gehört zum Landschaftsschutzgebiet Reiting–Eisenerzer Reichenstein (LS 17), die Gipfelregion ist als Teil des Europaschutzgebiets Teile der Eisenerzer Alpen (FFH, Nr. 34/AT2215000) streng geschützt.
Der Reiting ist heute auch Naherholungsraum.
Ein markierter Weg führt von Schardorf bei Trofaiach durch den Bechelgraben (eigentlich Pechölgraben) auf das Gößeck. Weitere markierte Zustiege gibt es von Kammern und Mautern aus.

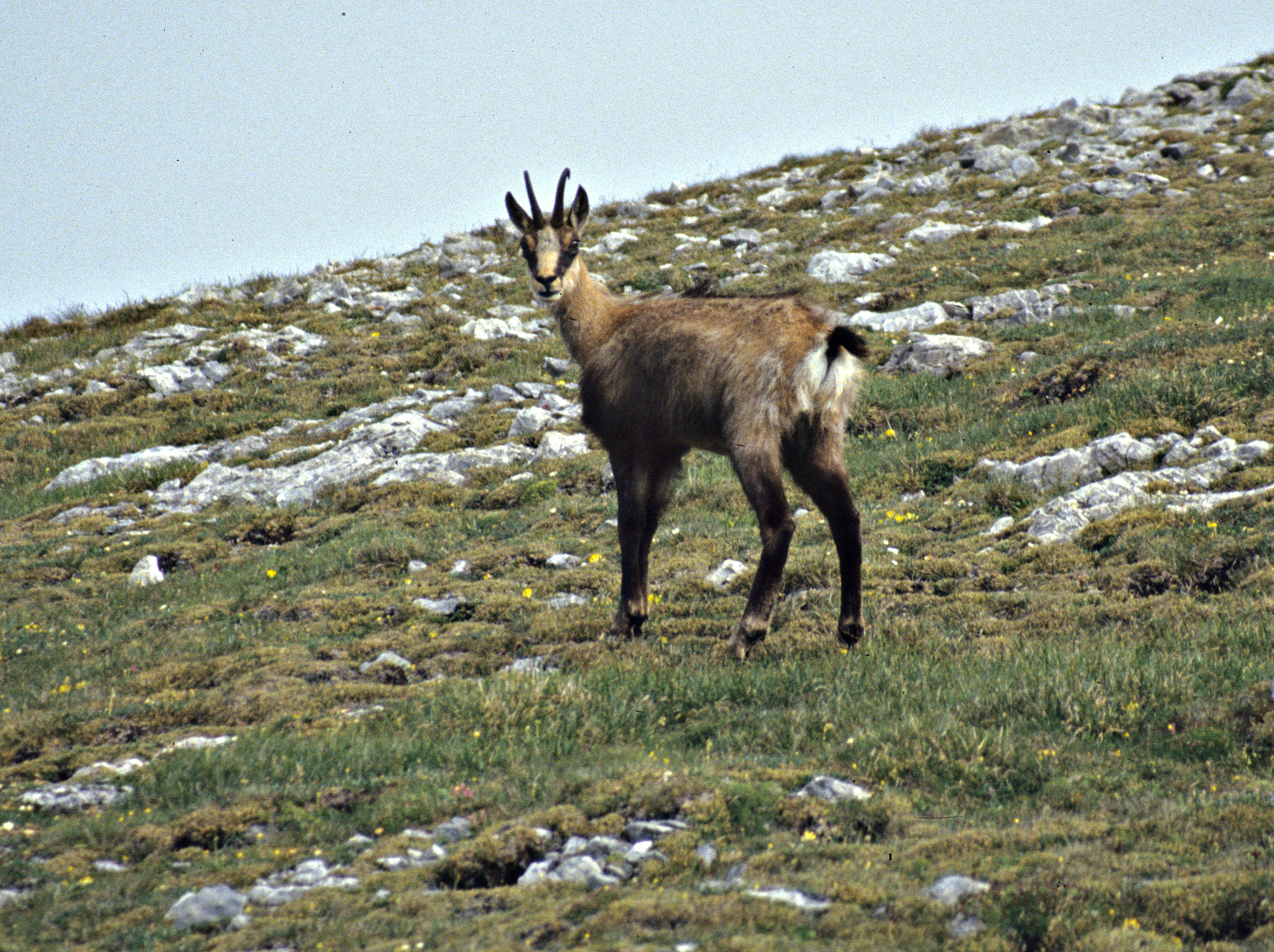
Gämse auf dem Reiting
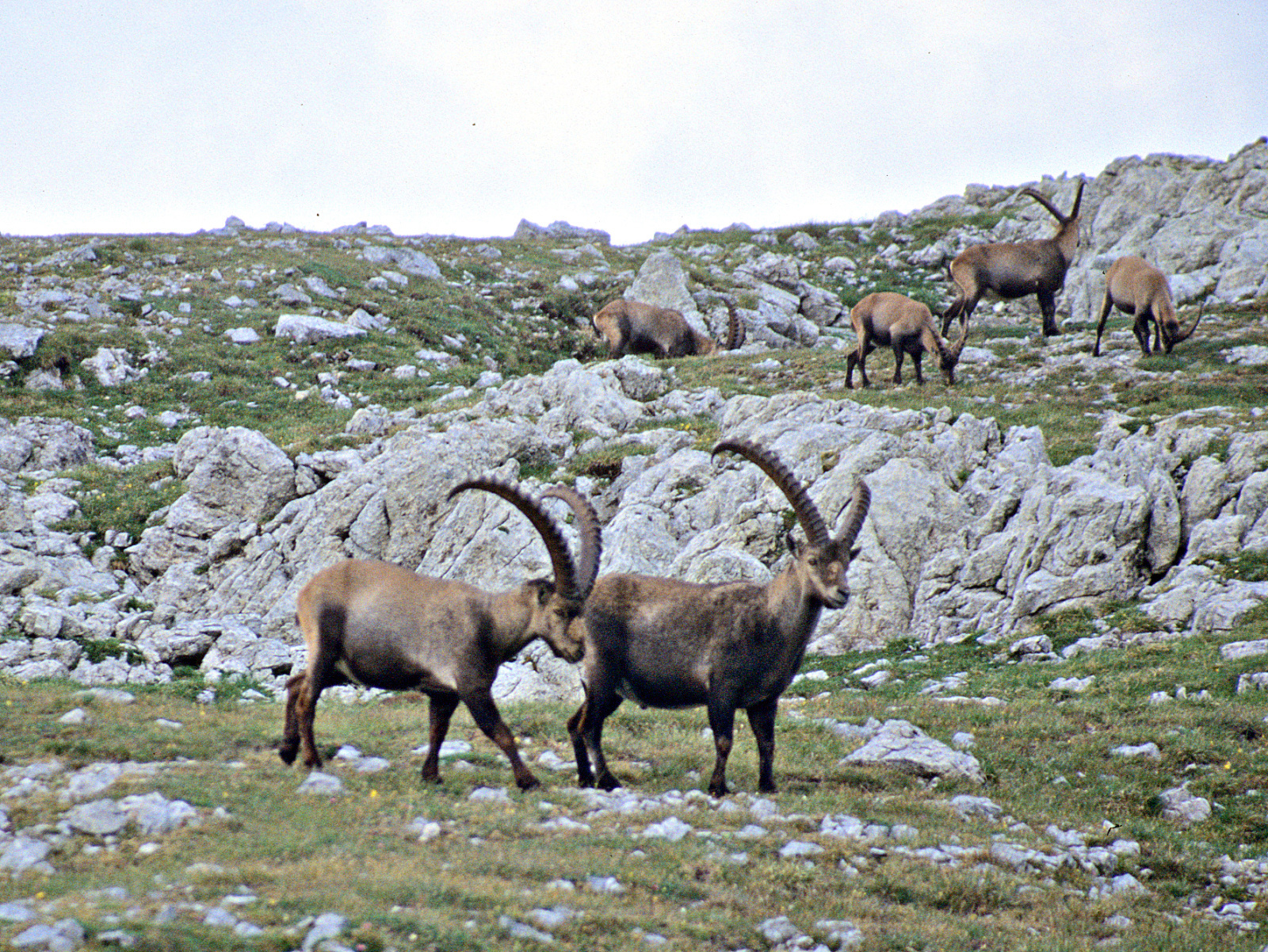
Der Reiting ist auch ein Steinbockrevier